# Fladda-chùain
Fladda-chùain oder Fladaigh Chùain ist eine bis zu 29 m hohe, unbewohnte, baumlose Felseninsel der Inneren Hebriden. Sie ist die 19 ha große Hauptinsel der kleinen Fladda-chùain-Gruppe, etwa 6,5 Kilometer von der Trotternisch-Halbinsel auf der Insel Skye und weit entfernt von den Äußeren Hebriden in Schottland.
Der Inselname leitet sich von Old Norse „Flatey“ ab, was flache Insel bedeutet und von Cuan, dem schottisch-gälischen Wort für „Ozean oder Bucht“. Letzteres bezieht sich wahrscheinlich auf The Minch, der auch als An Cuan Sgìth („Ozean von Skye“) bekannt ist. Es ist die Meerenge, die die nordwestlichen Highlands und die nördlichen Inneren Hebriden von den Äußeren Hebriden trennt. Das Suffix „chùain“ wird angefügt, um die Insel von anderen, mit ähnlichen Namen zu unterscheiden.
Es gibt an der Südwestküste die Ruinen einer Kapelle, die von dem Einsiedler „O’Gorgon“ dem Columban von Iona gewidmet worden sein soll. O’Gorgon ist in der Nähe der Kapelle begraben. An jedem Ende seines Grabes befindet sich ein 1,5 Meter hoher Stein. Die Kapelle war wahrscheinlich eine von dreien, deren Friedhöfe erhalten sind. Die Grabstätte an der Kapellenruine trägt den Namen „Cladh Mhanaich“ (dt. Friedhof der Mönche). Hier soll MacDonald of the Isles vor dem Aufstand der Jakobiten von 1715 seine Eigentumsurkunden versteckt haben. Der letzte bekannte Einwohner war als „Am Muileach Mòr“ bekannt, was „der große Mullman“ (die Insel Mull betreffend) oder „Mann vom Vorgebirge“ bedeutet.
Ein geflochtener goldener Fingerring aus der späten Wikingerzeit, wahrscheinlich aus dem 11. Jahrhundert, wurde Mitte des 19. Jahrhunderts in einem Torfmoor gefunden. Er besteht aus acht geflochtenen Goldstäben, die durch eine rautenförmige Platte verbunden sind. Es ist einer von drei Goldringen aus der späten Wikingerzeit/nordischen Zeit aus der Gegend.
2002 setzte das britische Atom-U-Boot HMS Trafalgar bei Fladda-chùain auf, als es mit einer Geschwindigkeit von 14,7 Knoten (27,2 km/h) durch den Fladda-chùain-Eilean Trodday-Trog fuhr, was zu Schäden am Boot und leichten Verletzungen bei der Besatzung führte. Aufgetaucht fuhr es zur Basis in Faslane-on-Clyde.